# 47.ª Brigada Mecanizada Independiente (Ucrania)
La 47.ª Brigada Mecanizada Independiente de las Fuerzas Armadas de Ucrania es una unidad de combate mecanizada de alta movilidad, creada en 2022 como parte de la expansión y modernización del ejército ucraniano en respuesta a la invasión rusa a gran escala. Integrada en las Fuerzas Terrestres de Ucrania, esta brigada se destaca por su composición mixta de vehículos blindados occidentales y soviéticos modernizados, incluyendo carros de combate M1A1 Abrams, vehículos de combate Bradley M2A2 ODS-SA y transporte blindado M113, suministrados principalmente por Estados Unidos y otros países aliados. Con un enfoque doctrinal inspirado en los principios de guerra en red y maniobra rápida, la brigada fue concebida como una unidad de asalto para operaciones ofensivas a gran escala, y ganó notoriedad por su participación en la contraofensiva ucraniana de 2023 en el sector de Oríjiv-Tokmak, en la región de Zaporiyia. La 47.ª también ha sido relevante por su fuerte presencia mediática y su uso activo de redes sociales, lo que ha contribuido a su percepción como una unidad moderna y profesional. Compuesta por infantería mecanizada, ingenieros, artillería autopropulsada, defensa antiaérea, drones de reconocimiento y unidades logísticas, la brigada combina entrenamiento occidental con experiencia en combate real, convirtiéndola en una de las formaciones más simbólicas y preparadas del nuevo ejército ucraniano.

## Estructura
| Unidades | Unidades                                                         |
| -------- | ---------------------------------------------------------------- |
|          | 1.º Batallón Mecanizado                                          |
|          | 2.º Batallón Mecanizado                                          |
|          | 3.º Batallón Mecanizado                                          |
|          | 25.º Batallón Independiente de Asalto                            |
|          | 26.º Batallón Independiente de Fusileros                         |
|          | 130.º Batallón                                                   |
|          | Batallón Especializado «Shkval»                                  |
|          | Grupo de Artillería de la Brigada                                |
|          | Unidad de Artillería de Reconocimiento y Control de Fuego (BUAR) |
|          | División Antiaérea de Misiles y Artillería                       |
|          | Centro de Comunicación y Guerra Electrónica «STRIX»              |
|          | Compañía de Reconocimiento                                       |

## Personas notables
- Pavlo Zalipa